# Мессинг, Киган
Киган Мессинг (англ. Keegan Messing, род. 23 января 1992, Гирдвуд, Анкоридж, США) — канадский фигурист, выступавший в одиночном катании. В 2002—2014 годах выступал за США. Серебряный призёр чемпионата четырёх континентов (2023), обладатель двух медалей этапов Гран-при: серебро Skate Canada International (2018) и бронза Skate America (2020). Победитель турниров серии «Челленджер» — 
Nebelhorn Trophy (2018, 2022) и Золотой конёк Загреба (2021). Двукратный чемпион Канады (2022, 2023), серебряный призёр чемпионата Канады (2018), бронзовый призёр чемпионата Канады (2019, 2020). Серебряный призёр первенства США среди юниоров (2009).

## Биография
Мессинг родился 23 января 1992 года в Гирдвуде, расположенном в американском штате Аляска. У него есть два брата — Пэксон и Тэннер. В 2019 году его брат Пэксон погиб в аварии на мотоцикле. Киган Мессинг является гражданином двух стран — США и Канады. Его мать родом из Эдмонтона канадской провинции Альберта, она является правнучкой Мандзо Нагано.

## Личная жизнь
В октябре 2018 года обручился со своей девушкой Лейн Ходсон. Летом 2019 года Мессинг и Ходсон поженились. 19 июля 2021 года у пары родился сын Уайатт Стюарт Мессинг. В январе 2023 года у пары родилась дочь Мия.

## Карьера

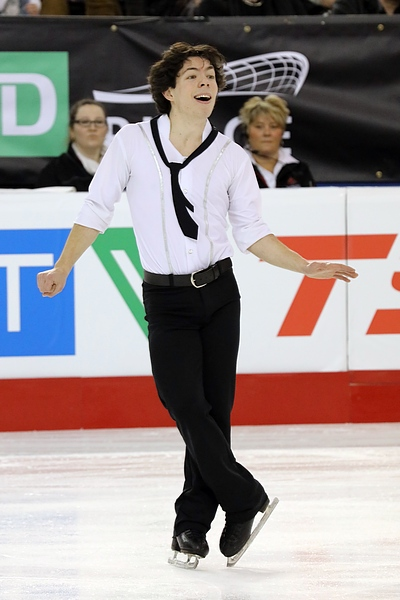
Мессинг на чемпионате Канады 2017

### В США
Мессинг появился на международной арене осенью 2007 года. Он выступил на юниорском этапе Гран-при, где финишировал во второй десятке. Следующий сезон оказался у него очень удачным. Он на одном из этапов юниорского Гран-при выиграл серебряную медаль. На первенстве юниоров США он выиграл также серебряную медаль. В следующем сезоне ему удалось уже принять участие в национальном чемпионате страны, где он финишировал девятым. В марте 2010 года Мессинг выступал в Гааге на юниорском мировом чемпионате и финишировал рядом с пьедесталом.
Следующий сезон стал лучшим сезоном его выступлений в США. Он выиграл юниорский этап Гран-при в Румынии и был четвёртым на этапе в Чехии. Это позволило ему выйти в финал Гран-при. В Пекине в декабре 2010 года он занял пятое место. На национальном чемпионате он занял восьмое место. В марте 2011 года в Канныне на юниорском мировом чемпионате он вновь финишировал четвёртым. Со следующего сезона он начал выступать во взрослых турнирах. Выиграл Кубок Ниццы осенью 2011 и 2012 годов. На национальном чемпионате 2012 года он был седьмым. Однако далее ему не удалось улучшить свои результаты, они стали только падать.

### В Канаде

#### Сезон 2015—2018
В послеолимпийский сезон, осенью 2014 года, Киган сменил спортивное гражданство и перебрался на родину своей матери в соседнюю Канаду, где сумел на национальном чемпионате 2015 года финишировать пятым. На следующий сезон он получил возможность выступать на соревнованиях, представляя свою новую страну. Дебют его пришёлся на Мемориале Непелы, где он был пятым. Далее состоялся в канадском Летбридже его дебют на взрослом этапе Гран-при, где он был предпоследним. На национальном чемпионате он был только шестым.
Следующий предолимпийский сезон 2016/17 спортсмен начал дома на Autumn Classic, где был четвёртым. К удивлению многих специалистов в декабре в Загребе на Золотом коньке он выиграл бронзовую медаль. В середине января на национальном чемпионате спортсмен вновь финишировал пятым.
Новый олимпийский сезон 2017/18 он начал в Монреале на турнире Autumn Classic, где финишировал с бронзой. В конце октября он выступал на домашнем этапе серии Гран-при в Реджайне, где финишировал в середине турнирной таблицы. Через две недели он принял участие в Осаке на японском этапе Гран-при, где вначале был заявлен как запасной. Однако выступил очень мощно и финишировал пятым. В начале 2018 года на национальном чемпионате он сенсационно стал вице-чемпионом страны. Это позволило ему войти в состав сборной Канады. В середине февраля в Канныне на личном турнире Олимпийских игр канадский одиночник выступил успешно, став двенадцатым. В марте Мессинг принял участие в чемпионате мира, который проходил в Милане. Он набрал одинаковую сумму с россиянином Дмитрием Алиевым, но уступил ему в сумме из-за того, что место в произвольной программе имеет приоритет над местом в короткой, и занял таким образом восьмое место.

#### Сезон 2018—2019

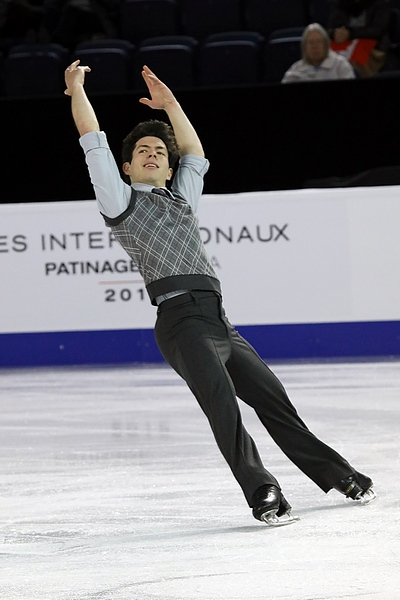
Мессинг на этапе Гран-при в Канаде исполняет «кораблик» в короткой программе на песню «You’ve Got a Friend in Me»

Сезон 2018/19 Киган начал в сентябре на турнире серии «Челленджер» в Германии, уверенно заняв там первое место с суммой 257,16 балла. Следующий успех пришёл через месяц — фигурист занял второе место на домашнем этапе Гран-при, при этом он выиграл короткую программу, обойдя серебряного призёра Олимпиады-2018 японца Сёму Уно. Через три недели Киган отправился в Москву для участия в Кубке Ростелеком, однако хорошо выступить не удалось — в короткой программе канадец стал лишь седьмым, а его произвольная программа также не оказалась успешной, и в итоге он занял пятое место. Мессинг не смог попасть в шестёрку сильнейших для участия в финале Гран-при, однако в конце ноября стало известно, что получивший на московском этапе травму японец Юдзуру Ханю снялся с соревнований, и Киган, ставший первым запасным, заменит его на соревнованиях в Ванкувере. В финале Гран-при занял пятое место, при этом в произвольной программе он совершил свою лучшую попытку исполнить четверной лутц (прыжок докрутил, но ошибся на приземлении с него).
На чемпионате Канады 2019 завоевал бронзовую медаль. На чемпионате четырёх континентов 2019 после короткой программы занимал пятое место, в произвольной программе показал хороший прокат и сумел завоевать за неё малую бронзовую медаль, в итоговой таблице расположился на четвёртом месте. На чемпионате мира в Сайтаме выступил неудачно, заняв пятнадцатое место. Неудачное выступление и его соотечественника Нама Нгуена привело к тому, что на чемпионат мира следующего года у канадцев осталась одна квота в мужском одиночном катании. Мессинг завершил сезон на командном чемпионате мира 2019 года. В короткой программе он стал девятым, в произвольной программе — четвёртым, а сборная Канады в итоге заняла пятое место.

#### Сезон 2019—2021
В новом сезоне 2019/20 для короткой программы Мессинг выбрал песню Эда Ширана «Perfect». Программу посвятил своей жене Лейн, а песня «Perfect» была музыкой для их первого танца на свадьбе. Первым соревнованием нового сезона для него стал турнир Autumn Classic, где он завоевал бронзовую медаль. Через несколько дней после этого турнира погиб его младший брат Пэксон. Месяц спустя Мессинг выступил на этапе Гран-при Skate America 2019. После короткой программы он занимал третье место, по результатам двух программ стал четвёртым. На показательных выступлениях на Skate America почтил память своего погибшего младшего брата, исполнив номер на песню Брайана Адамса «Here I Am». На своём втором этапе Гран-при, на Cup of China, также занял четвёртое место. На чемпионате Канады 2020 года лидировал после короткой программы, в произвольной программе стал третьим и в итоге завоевал бронзовую медаль. На чемпионате четырёх континентов занял восьмое место.

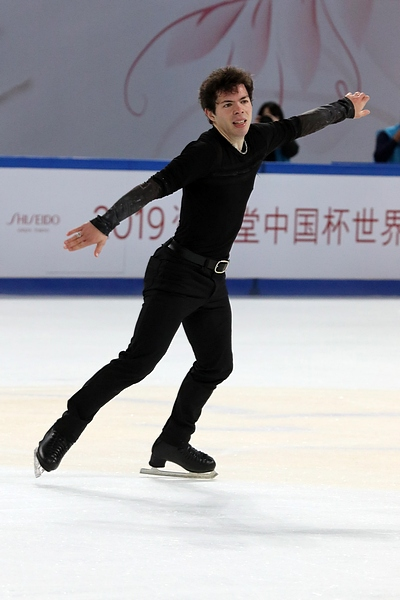
Мессинг на этапе Гран-при Cup of China 2019 исполняет произвольную программу на песню группы Guns N’ Roses «November Rain»

Из-за пандемии COVID-19 серия Гран-при сезона 2020/21 имела немного изменённый формат. На Skate America 2020 Мессинг был единственным представительным Канады. Он занял третье место и в короткой, и в произвольной программе, по результатам двух программ завоевал бронзовую медаль. В феврале 2021 года канадская федерация назначила Мессинга на чемпионат мира в Стокгольме. На чемпионате мира 2021 года без ошибок исполнил короткую программу и занял промежуточное пятое место. В произвольной программе во второй половине программы ошибся на исполнении тройного акселя и тройного флипа и стал шестым. В общем зачёте занял шестое место и поспособствовал завоеванию двух квот в мужском одиночном катании на Олимпийские игры в Пекине.

#### Сезон 2021—2022
Новый олимпийский сезон 2021/22 начал на турнире Finlandia Trophy 2021, где занимал первое место после короткой программы, по результатам двух программ стал четвёртым. Для своей новой произвольной программы Мессинг выбрал музыку, посвящённую его новорожденному сыну Уайатту. На этапе Гран-при Skate Canada занял пятое место, на Internationaux de France 2021 занял шестое место. В декабре одержал победу на «челленджере» Золотой конёк Загреба.
За пару дней до чемпионата Канады 2022 года коньки Мессинга были потеряны при перелёте из Аляски в Оттаву. Он тренировался в новых коньках, накануне старта соревнований получил свои коньки. В короткой программе Мессинг занял промежуточное первое место. В произвольной программе ошибся на исполнении нескольких прыжков, но несмотря на это стал первым. По результатам двух программ набрал 258,03 балла и впервые в своей карьере стал чемпионом Канады. Сразу после национального чемпионата был включён в состав сборной Канады на Олимпийские игры 2022 в Пекине. Изначально ожидалось, что Мессинг выступит в командном турнире, однако 1 февраля 2022 года стало известно, что он находится в Канаде и перед вылетом в Китай ему необходимо сдать два отрицательных теста на коронавирус. Мессинг сдал отрицательный тест и за день до старта коротких программ мужчин-одиночников прилетел в Пекин и посетил тренировку. В короткой программе без ошибок исполнил все прыжки, но допустил ошибки на вращениях и дорожке шагов и занял девятое место. В произвольной программе стал десятым, завершил турнир на 11-м месте. Завершил сезон на чемпионате мира в Монпелье, где занял четырнадцатое место.

#### Сезон 2022—2023
В первом соревновании нового сезона Nebelhorn Trophy занимал третье место после короткой программы, стал в первым в произвольной и одержал победу. На домашнем этапе Гран-при в короткой программе упал с четверного тулупа и остался без каскада, занял промежуточное четвёртое место. В произвольной программе стал третьим, по сумме двух программ занял четвёртое место, уступив 0,31 балла бронзовому призёру Маттео Риццо. У Мессинга сохранялись шансы на попадание в финал Гран-при, однако он неудачно выступил на финском этапе Гран-при, заняв там восьмое место. На чемпионате Канады 2023 года лидировал после короткой программы, в произвольной программе стал вторым. С преимуществом в двадцать баллов Мессинг выиграл турнир, во второй раз став чемпионом Канады.
На чемпионате четырёх континентов в Колорадо-Спрингс выиграл малую серебряную медаль за короткую программу, заняв промежуточное второе место. В произвольной программе исполнил четверной тулуп в каскаде с двойным тулупом и сольный четверной тулуп, немного ошибся на исполнении тройного акселя, остальные элементы выполнил без ошибок и обновил свой лучший результат в произвольной программе (188,87 баллов) и по сумме (275,57 баллов). Таким образом Мессинг завоевал серебряную медаль чемпионата четырёх континентов — свою первую медаль чемпионата ИСУ.
На чемпионате мира 2023 в Сайтаме чисто исполнил короткую программу, установил новый личный рекорд в 98,75 балла и занял промежуточное четвёртое место. В произвольной программе допустил много ошибок и занял одиннадцатое место. Набрав в сумме 265,16 балла, в итоговом зачёте расположился на седьмом месте.
Последним соревнованием в карьере для Мессинга стал командный чемпионат мира, прошедший в апреле 2023 года в Токио. В короткой программе он занял девятое место и принёс в актив сборной Канады 4 очка, в произвольной стал седьмым и заработал 6 очков. По результатам трёх дней сборная Канады завершила турнир на шестом месте.
26 мая 2023 года Мессинг официально объявил о завершении спортивной карьеры.

## Программы
| Сезон     | Короткая программа                                                   | Произвольная программа | Показательные выступления                                                                                                 |
| --------- | -------------------------------------------------------------------- | --- | --- |
| 2022—2023 | - «Grace Kelly» Мика                                                 | - «Lullaby for an Angel» Карл Хьюго - «Home» Филлип Филлипс                                                                        | - «I Just Can't Wait to Be King» в исполннении Suburban Legends - «1,2,3,4» Алан Дойл                                     |
| 2021—2022 | - «Never Tear Us Apart» INXS; Джо Кокер                              | - «Lullaby for an Angel» Карл Хьюго - «Home» Филлип Филлипс                                                                        | - «1,2,3,4» Алан Дойл |
| 2019—2021 | - «Perfect» Эд Ширан                                                 | - «November Rain» Guns N’ Roses | - «1,2,3,4» Алан Дойл - «Here I Am» Брайан Адамс                                                                          |
| 2018—2019 | - «You’ve Got a Friend in Me» Рэнди Ньюман в исполнении Майкла Бубле | - «The Sober Dawn» (из фильма «Огни большого города») Чарли Чаплин - «The Reel Chaplin: A Symphonic Adventure, Pt. 2» Чарли Чаплин | - «Trashin' the Camp» (из мультфильма «Тарзан»)                                                                           |
| 2017—2018 | - «Singin' in the Rain» Игнасио Херб Браун в исполнении Джина Келли  | - «The Sober Dawn» (из фильма «Огни большого города») Чарли Чаплин - «The Reel Chaplin: A Symphonic Adventure, Pt. 2» Чарли Чаплин | - «Shake a Tail Feather» в исполнении The Blues Brothers и Рэя Чарльза - «Jailhouse Rock» в исполнении The Blues Brothers |
| 2016—2017 | - «Singin' in the Rain» Игнасио Херб Браун в исполнении Джина Келли  | - «The Pink Panther Theme» Генри Манчини                                                                                           | |
| 2015—2016 | - «Always Look on the Bright Side of Life» Джон Альтман              | - «The Pink Panther Theme» Генри Манчини                                                                                           | |
| 2014—2015 | - «Always Look on the Bright Side of Life» Джон Альтман              | - «Маска Зорро» Джеймс Хорнер | |
| 2013—2014 | - «Sing, Sing, Sing» Луи Прима                                       | - «Маска Зорро» Джеймс Хорнер | |
| 2012—2013 | - «Sing, Sing, Sing» Луи Прима                                       | - «Clubbed to Death» (из фильма «Матрица») Роб Дуган                                                                               | |

## Результаты

### За Канаду
| Соревнование                             | 14/15         | 15/16         | 16/17         | 17/18         | 18/19         | 19/20         | 20/21         | 21/22         | 22/23         |
| Международные                            | Международные | Международные | Международные | Международные | Международные | Международные | Международные | Международные | Международные |
| ---------------------------------------- | ------------- | ------------- | ------------- | ------------- | ------------- | ------------- | ------------- | ------------- | ------------- |
| Зимние Олимпийские игры                  |               |               |               | 12            |               |               |               | 11            |               |
| Чемпионаты мира                          |               |               |               | 8             | 15            |               | 6             | 14            | 7             |
| Чемпионаты четырёх континентов           |               |               |               |               | 4             | 8             |               |               | 2             |
| Финалы Гран-при                          |               |               |               |               | 5             |               |               |               |               |
| Этапы Гран-при. Cup of China             |               |               |               |               |               | 4             |               |               |               |
| Этапы Гран-при. Internationaux de France |               |               |               |               |               |               |               | 6             |               |
| Этапы Гран-при. NHK Trophy               |               |               |               | 5             |               |               |               |               |               |
| Этапы Гран-при. Skate America            |               |               |               |               |               | 4             | 3             |               |               |
| Этапы Гран-при. Skate Canada             |               | 11            |               | 8             | 2             |               |               | 5             | 4             |
| Этапы Гран-при. Rostelecom Cup           |               |               |               |               | 5             |               |               |               |               |
| Этапы Гран-при. Финляндия                |               |               |               |               |               |               |               |               | 8             |
| Челленджеры. Autumn Classic              |               |               | 4             | 3             |               | 3             |               |               |               |
| Челленджеры. Finlandia Trophy            |               |               |               |               |               |               |               | 4             |               |
| Челленджеры. Nebelhorn Trophy            |               |               |               |               | 1             |               |               |               | 1             |
| Челленджеры. Золотой конёк Загреба       |               |               | 3             |               |               |               |               | 1             |               |
| Челленджеры. Мемориал Ондрея Непелы      |               | 5             |               |               |               |               |               |               |               |
| Национальные                             |               |               |               |               |               |               |               |               |               |
| Чемпионаты Канады                        | 5             | 6             | 5             | 2             | 3             | 3             |               | 1             | 1             |
| Skate Canada Challenge                   | 3             | 3             |               |               |               |               |               |               |               |
| Международные командные                  |               |               |               |               |               |               |               |               |               |
| Командный чемпионат мира                 |               |               |               |               | 5             |               |               |               | 6             |

### За США
| Соревнование                                                                               | 06/07 | 07/08 | 08/09 | 09/10 | 10/11 | 11/12 | 12/13 | 13/14 |
| ------------------------------------------------------------------------------------------ | ----- | ----- | ----- | ----- | ----- | ----- | ----- | ----- |
| Кубки Ниццы                                                                                |       |       |       |       |       | 1     | 1     |       |
| Nebelhorn Trophy                                                                           |       |       |       |       |       |       | 3     |       |
| Юниорские чемпионаты мира                                                                  |       |       |       | 4     | 4     |       |       |       |
| JGP Финал                                                                                  |       |       |       |       | 5     |       |       |       |
| JGP Чехия                                                                                  |       |       | 4     |       | 4     |       |       |       |
| JGP Польша                                                                                 |       |       |       | 6     |       |       |       |       |
| JGP Румыния                                                                                |       |       |       |       | 1     |       |       |       |
| JGP Великобритания                                                                         |       | 13    | 2     |       |       |       |       |       |
| Гардена                                                                                    | 6 J   |       |       |       |       |       |       |       |
| Чемпионаты США                                                                             | 3 N   | 5 J   | 2 J   | 9     | 8     | 7     | 16    | 12    |
| N = соревнования среди детей J = соревнования среди юниоров JGP = этап юниорского Гран-при |       |       |       |       |       |       |       |       |